# مردمان یایویی
مردمان یایویی (به ژاپنی: 弥生人) به توده مردمی گفته می‌شود که دارای فرهنگ خاص بوده و در دوره یایویی (از حدود ۳۰۰ سال پیش از میلاد تا ۳۰۰ بعد از میلاد) در ژاپن زندگی می‌کردند.